# UH-60
UH-60 Black Hawk (Блек Хоук) е американски двумоторен военно-транспортен вертолет, произвеждан от корпорацията Сикорски Еъркрафт. Приет на въоръжение в САЩ през 1979, „Блек Хоук“ измества от употреба стария UH-1 Ирокуа, широко използван във Виетнам. До разработването му се стига след конкурс за „Тактическа транспортна въздухоплавателна система“ (Utility Tactical Transport Aircraft System) на американската армия. Сикорски Еъркрафт предлага своя S-70, който впоследствие е доработен в прототипния YUH-60A. Впоследствие същият печели конкурса през 1976 и е приет на въоръжение в армията през 1976. Изнася се под означението S-70A.

## Разработка
В края на 60-те години на 20 век американската армия изработва стратегия за изтеглянето от употреба на вертолетите „Ирокуа“ и подмяната им с нов модел. Обявява се конкурс за „Тактическа транспортна въздухоплавателна система“ (Utility Tactical Transport Aircraft System, UTTAS), като едновременно с това започва работата по нов турбинен двигател, чиято конструкция по-късно ще се превърне в Дженеръл Илектрик Т700. Войната във Виетнам подчертава нуждата за военно-транспортен хеликоптер с по-високи тактико-технически характеристики, както и по-мощен двигател. В допълнение вертолетът трябва да е достатъчно компактен, за да може да се транспортира от самолет C-130 Херкулес. Изискванията за UTTAS са официално публикувани през януари 1972 година.
Сикорски Еъркрафт създава три прототипа, означени като YUH-60А, първият от които полита през 1974 година. Другият дизайн бива предложен от Боинг Вертол под означението YUH-61. Американската армия избира моделът на Сикорски и той влиза в производство през 1976, като първите вертолети са предоставени на армейски части през 1978, а през юни 1979 UH-60А официално е приет на въоръжение.
Бързо след приемането му на въоръжение, вертолетът претърпява промени и се появяват различни негови модификации, например полагане на мини и медицинска евакуация. Създадени са и EH-60, вариант за радиоелектронна борба, и MH-60, предназначен да подкрепя мисиите на първия. Всички тези промени обаче увеличават теглото на вертолета, и през 1987 армията поръчва нов модел, който да включва всички направени дотогава модификации като стандартни. Новият модел получава означението UH-60L, като същевременно бива снабден и с по-мощен двигател (T700-GE-701C) и нова скоростна кутия, разработени за SH-60 „Сийхоук“. Тези подобрения увеличават външния носещ капацитет на вертолета от 450 на 4100 килограма. UH-60L също бива снабден с нова система за автоматично управление на полета, която да улесни управлението с по-мощните двигатели. Този вариант влиза в производство през 1989 година.
През 2001 година е одобрен проект за нов вариант – UH-60M, който трябва да удължи летателния капацитет на дизайна до 2020 година чрез нов двигател, подобрена аеродинамика на перките, висококачествена електронна апаратура и високотехнологични системи за управление на полета. Департаментът по отбраната на САЩ разрешава производството на вертолета през 2006 и до края на 2009 година на американската армия са доставени над 100 вертолета от този вариант.

## Устройство
UH-60 е средно голям военно-транспортен вертолет с четири перки на основното витло и два двигателя. Формата му е издължена и сравнително ниска, с цел улесняване на транспортирането му. Вертолетът е в състояние да пренася до 11 въоръжени войници едновременно, до 1170 кг вътрешен или 4050 кг външен товар. „Блек Хоук“ може да изпълнява широк спектър от бойни задачи, като медицинска евакуация, радиоелектронна борба, и тактически превоз на войници. Възможно е и да пренесе 105-милиметрова гаубица М102 с 30 снаряда и 4-членния ѝ екип. Вертолетът е снабден със сложна авионика и GPS-системи.
UH-60 може да бъде оборудван и с малки криле, които се добавят в случай на нужда от допълнително въоръжение (напр. неуправляеми авиационни ракети) или горивни резервоари. Базовата конфигурация на тези криле е способна да пренася два 870-литрови и два 1700-литрови резервоара, или до 4500 кг въоръжение.. По-късно се прави промяна в разположението на резервоарите, тъй като те ограничават стрелковия диапазон на страничните картечници. По тази причина броят на резервоарите е намален до два, а стреловидността на крилете е променена.
Според модификацията и оборудването, цената на един „Блек Хоук“ е различна. Обикновен армейски UH-60L „Блек Хоук“ струва $5.9 млн., докато специализираният MH-60G „Пейв Хоук“ за ВВС струва $10.2 млн.

## Варианти

### Стандартни
- UH-60A „Блек Хоук“

Базов вариант с 4-членен екипаж и място за до 11 пътници. Оборудван с двигатели Дженеръл Илектрик Т700 и произвеждан между 1977 и 1989 година.
- UH-60C „Блек Хоук“

Модификация за въздушно тактическо командване и управление.
- CH-60E „Блек Хоук“

Предложение за транспортен вертолет на морската пехота.
- UH-60L „Блек Хоук“

UH-60A с подобрени двигатели (Т700-701С), по-устойчива скоростна кутия и модернизирана система за управление на полета. Произвеждан между 1989 и 2007.
- UH-60M „Блек Хоук“

Подобрен дизайн с по-широки перки, интегрирана система за анализиране и управление на машината, както и нова конфигурация на кабината. Влиза в производство през 2006 година. Предназначен да замени другите варианти на
Блек Хоук" в армията на САЩ.
- UH-60M „Блек Хоук“

Модификация на последния с електронно (нехидравлично) управление и стандартизирана авионика. Изпитанията на този вариант започват през август 2008.

### Специални
- EH-60A „Блек Хоук“

UH-60A с променена електрическа система и добавени два пулта за изпълнение на задачи за радиоелектронна борба. Всички вертолети с тази модификация са били върнати до първоначалната си конфигурация.
- YEH-60B „Блек Хоук“

UH-60A със специализирана авионика и радар.
- EH-60C „Блек Хоук“

UH-60A със специализирана електроника и външна антена. Всички вертолети с тази модифкация са били върнати до първоначалната си конфигурация.
- EUH-60L „Блек Хоук“

Вариант с електронно оборудване за армейско тактическо въздушно командване.
- EH-60L „Блек Хоук“

Модернизация на EH-60A.
- UH-60Q „Блек Хоук“

UH-60A с оборудване за медицинска евакуация.
- HH-60L

Специализирана модификация на UH-60L за медицинска евакуация. Добавеното оборудване включва външна лебедка, система за управление на вътрешната среда, кислородна система и удароустойчиви амбулаторни места.
- MH-60A „Блек Хоук“

UH-60A с инфрачервен скенер, допълнителна авионика и възможност за въздушно презареждане.
- MH-60K „Блек Хоук“

Модификация за армията, предназначена за изпълнение на специални задачи. Използва се от 160-и въздушен полк за специални операции.
- MH-60L

Специализирана нападателна модификация за същата армейска единица. Може да се оборудва с ракети AGM-114 „Хелфайър“, 30-милиметрово автоматично оръдие М230, неуправляеми авиационни ракети Хайдра 70 и Минигън М134D.
- HH-60M

Вариант на UH-60M с медицинско оборудване.
- UH-60A RASCAL

Вариант на НАСА за въздушни лабораторни изследвания на маневреността при хеликоптерите в различни направления.
- VH-60D „Найтхоук“

Вариант на HH-60D за морската пехота, предназначен за президентски транспорт. Снабден с двигатели T700-401C.
- VH-60N „Уайтхоук“

Вариант на UH-60A за морската пехота с компоненти от „Сийхоук, за превоз на високопоставени личности. Общо 9 доставени на МПК.

### Износни
- UH-60J и UH-60JA

Износни модификации съответно за Японските ВВС / Военноморски флот и Сухопътни войски, произвеждани и от Мицубиши Хеви Индъстрийс.
- AH-60L Arpía III

Въоръжен вариант с подобрена електроника за Колумбия, разработен съвместно от колумбийските ВВС, Елбит Системс и Сикорски Еъркрафт.
- AH-60L „Батъл Хоук“

Неуспешен проект за износна версия за Австралия.
- UH-60P „Блек Хоук“

Износен вариант за Южна Корея.

## Употреба

### САЩ
Първата военна част, въоръжила се с „Блек Хоук“, е американската 101-ва въздушно-десантна дивизия. Първата му бойна употреба е по време на американската окупация на Гренада (1983), а после е употребяван и в окупацията на Панама през 1989. Най-голямата въздушна атака в историята на американските сухопътни войски е осъществена през 1991 по време на Войната в Залива с над 300 хеликоптера. Най-известната му употреба обаче е при коалиционното нападение над сомалийски войски в Могадишу. „Блек Хоук“ днес се използва редовно при мисии в Ирак и Афганистан.

### Колумбия
Колумбийските военни и полицейски служби използват „Блек Хоук“ за противопартизански операции и срещу наркокартели. Колумбийската въоръжена модификация се нарича Arpia (Харпия).

### Мексико
Мексико използва своите вертолети за нападения в бушуващата в страната нарковойна.

## Оператори
Австрия
- Военновъздушни сили на Австрия – 9 броя S-70A-42 [30]

 Бахрейн2 броя UH-60A/S-70A и 8 броя UH-60L/S-70A.
 Бразилия
- Военновъздушни сили на Бразилия – 6 броя UH-60 и още 4 поръчани.[30]
- Сухопътни войски на Бразилия – 4 броя UH-60L и още 6 поръчани.[30]
- Военноморски сили на Бразилия – 4 броя S-70B.[30]

 Бруней1 брой UH-60A и 1 брой UH-60L, още 9 UH-60М са поръчани.
 Египетполучава 8 броя UH-60L, но към ноември 2008 само 4 са в експлоатация.
 Израел49 броя S-70A / UH-60A/L към ноември 2008.
 Йордания11 броя UH-60L.
 Китай
- Военновъздушни сили на Народната освободителна армия – 22 броя S-70C.[30]

 Колумбия
- Военновъздушни сили на Колумбия – 32 броя UH-60A/L и AH-60L Arpia III към ноември 2008.[30]
- Сухопътни войски на Колумбия – 34 броя UH-60A/L и още 15 поръчани към ноември 2008.[30]
- Национална полиция на Колумбия – 7 броя.[34]

 Южна Корея
- Сухопътни войски на Южна Корея – 130 броя UH-60P;[35]
- Военноморски сили на Южна Корея – 10 броя UH-60P;[36]
- Забележка: Република Корея разполага само с 98 броя UH-60P в експлоатация към ноември 2008, но и с допълнителни 43 броя S-70A.[30]

 Мароко2 броя UH-60L за превоз на високопоставени лица.
 Мексико
- Военновъздушни сили на Мексико – 6 броя UH-60L.[38]
- Федерална полиция на Мексико

 Саудитска Арабия15 броя UH-60L.
 САЩ
- Сухопътни войски на САЩ – 1349 UH-60, 64 EH-60 и 58 MH-60 към януари 2009.[39]

 Тайван13 броя S-70C във ВВС.
 Тайланд7 броя UH-60L.
 Турция
- Национална полиция на Турция – 107 броя UH-60A/L.[40]
- Сухопътни войски на Турция – 59 броя S-70A.[39]

 Филипини2 броя S-70 за президентски транспорт.
 ЧилиЕдин UH-60L.

### Бивши
Австралия
- Австралийска армейска авиация – 34 броя S-70,[30] изтеглени от употреба.
  - 5-и авиационен полк (Австралия)
  - 6-и авиационен полк (Австралия)

## Тактико-технически характеристики
ТТХ на UH-60L са както следва:,

### Общи характеристики
- Екипаж: 2 пилоти
- Вместимост: до 14 войници
- Дължина: 19,76 метра
- Ширина на фюзелажа: 2,36 метра
- Диаметър на ротора: 16,36 метра
- Височина: 5,13 метра
- Площ на роторния диск: 210 кв. метра
- Тегло (празен): 4819 килограма
- Тегло (пълен): 9980 килограма
- Максимално излетно тегло: 10 660 килограма
- Двигател: 2х турбинни Дженеръл Илектрик Т700, всеки с мощност 1890 к.с.

### Технически характеристики
- Максимална оперативна скорост: 357 км/ч
- Максимална скорост: 295 км/ч
- Крейсерска скорост: 278 км/ч
- Далечина на полета: 2220 километра с доп. резервоари
- Боен радиус: 592 километра
- Таван на полета: 5790 метра
- Скороподемност: 3,6 м/сек
- Дисково натоварване: 35,4 килограма/кв. метър

### Въоръжение
- 2х 7,62-мм картечници М240
- 2х 7,62-мм картеяници М134 Минигън
- 2х 12,7-мм тежки картечници GAU-19 Гатлинг
- Гондоли за НАР Хайдра 70
- Гондоли за ПТУР AGM-114 „Хелфайър“

както и други въоръжения